# Ingrid Wölk
Ingrid Wölk (* 12. Mai 1953 in Halgehausen) ist eine deutsche Historikerin und Archivarin.

## Leben
Nach kaufmännischer Lehre, Berufstätigkeit und Abitur auf dem Zweiten Bildungsweg (1977 am Hessenkolleg in Kassel) studierte Ingrid Wölk Germanistik, Politikwissenschaften und Geschichte an der Philipps-Universität Marburg. 1983 legte sie das Erste Staatsexamen für das Lehramt an Gymnasien für die Fächer Deutsch und Politik ab, 1988 für das Fach Geschichte. Gleichzeitig wurde sie mit einer Dissertation zur Geschichte der deutschen Gewerkschaftsbewegung promoviert. 1989–1991 absolvierte sie das Archivreferendariat am Hessischen Hauptstaatsarchiv in Wiesbaden und an der Archivschule Marburg. Seit 1992 war sie stellvertretende Leiterin, seit 2004 Leiterin des Bochumer Stadtarchivs, das unter ihrer Leitung zum  Stadtarchiv – Bochumer Zentrum für Stadtgeschichte ausgebaut und 2007 am neuen Standort eröffnet wurde. 2019 trat sie in den Ruhestand.
Als Gründungsmitglied und Vorstandsmitglied der Initiative Nordbahnhof e.V. arbeitet Ingrid Wölk am Aufbau eines NS-Gedenk- und Erinnerungsortes im ehemaligen Nordbahnhof in Bochum mit, der seit 2024 Mitglied im Arbeitskreis der NS-Gedenkstätten und Erinnerungsorte in Nordrhein-Westfalen ist.

## Veröffentlichungen

### Monografien
- Zwischen Heimat, Front + Revolution. Bochum 1914 bis 1920, Aschendorff Verlag, Münster 2020¸ ISBN 978-3-402-13418-4
- Leo Baer. 100 Jahre deutsch-jüdische Geschichte, Klartext-Verlag,  Essen 2016, ISBN 978-3-89861-595-2
- mit Rainer Adams, Andreas Halwer und Eberhard Heupel: Vom Boykott bis zur Vernichtung. Leben, Verfolgung und Vernichtung der Juden in Bochum und Wattenscheid 1933–1945, Klartext-Verlag, Essen 2002, ISBN 978-3-89861-047-6
- Industriegewerkschaft oder Standesorganisation? Die Entstehung der Gewerkschaft Handel, Banken und Versicherungen vor dem Hintergrund des Organisationsstreites um die Angestellten in der Nachkriegszeit, Verlag Arbeiterbewegung und Gesellschaftswissenschaft, Marburg/Lahn 1988, ISBN 3-921630-88-6

### Als Herausgeberin (und Autorin)
- Hundert sieben Sachen. Bochumer Geschichte in Objekten und Archivalien, Klartext-Verlag,  Essen 2017, ISBN 978-3-8375-1869-6
- Zadek und Bochum. Zwischen Abenteuer und Provokation, Klartext-Verlag, Essen 201, ISBN 978-3-8375-1189-5.
- mit Norbert Reichling, Rolf Abrahamsohn: „Was machen wir, wenn der Krieg zu Ende ist?“, Lebensstationen 1925–2010, Klartext-Verlag, Essen 2010, ISBN 978-3-8375-0334-0
- mit Klaus Wisotzky: Fremd(e) im Revier!? Zuwanderung und Fremdsein im Ruhrgebiet, Klartext-Verlag, Essen 2010., ISBN 978-3-8375-0350-0
- mit der Kortum-Gesellschaft Bochum: Sieben und neunzig Sachen. Sammeln, bewahren, zeigen. Bochum 1910–2007, Klartext-Verlag, Essen 2007, ISBN 978-3-89861-236-4
- mit Jürgen Mittag: Bochum und das Ruhrgebiet. Großstadtbildung im 20. Jahrhundert, Klartext-Verlag, Essen 2005, ISBN 3-89861-459-X

### Aufsätze (Auswahl)
- „Bochum – das fremde und das eigene“. Revision einer stadtgeschichtlichen Ausstellung zu Migration und Fremdheit, in: Marcel Berlinghoff, Christoph Rass und Melanie Ulz (Hg.), Die Szenographie der Migration. IMIS-Beiträge Heft 51/2017, S. 103–126
- Ortsartikel Bochum, in: Historisches Handbuch der jüdischen Gemeinschaften in Westfalen und Lippe, Teilband Regierungsbezirk Arnsberg, Münster 2016, S. 197–226.
- Bücherverbrennung in Bochum 1933, in: J. Schoeps und W. Tress (Hg.), Orte der Bücherverbrennung, Hildesheim 2008, S. 143–148.
- Bochum (Bochumer Verein), in: Wolfgang Benz und Barbara Distel (Hg.), Der Ort des Terrors. Geschichte der nationalsozialistischen Konzentrationslager. Band 3: Sachsenhausen. Buchenwald, München 2006, S. 395–99
- Bochum (Eisen- und Hüttenwerke AG), in: ebd., S. 399ff.
- Philipp Würzburger und die Gründung des Stadtparks in Bochum, in: Johannes Volker Wagner (Hg.), Das Stadtarchiv, Essen 2004, S. 157–163.
- Erinnern tut Not. Zum Gedenken an Else Hirsch und andere Opfer der Shoa, in: ebd., S. 210–213.
- Das Außenkommando „Bochumer Verein“ des KZ Buchenwald, in: Jan-Erik Schulte (Hg.), Konzentrationslager im Rheinland und in Westfalen, Paderborn 2004, S. 245–258.
- Der Totschlag zu Jena. Ein Justizfall im Zeitalter des Absolutismus, in: Johannes Volker Wagner, Bernd Bonwetsch, Wolfram Eggeling (Hg.), Ein Deutscher am Zarenhof. Heinrich Graf Ostermann und seine Zeit, Essen 2001, S. 155–164.
- Ein Betrieb – eine Gewerkschaft. Industriegewerkschaft oder Standesorganisation? In: Udo Achten (Hrsg.), Mitten im Leben. Wir, die HBV, wird 50, Düsseldorf 1998.
- Kortum, die Jobsiade und die Tücken des Literarischen Marktes, in: Carl Arnold Kortum. Einem Revierbürger zum 250. Geburtstag, Essen 1995, S. 122–137.

## Ausstellungen (Konzept und Leitung)
- Zwischen Heimat, Front + Revolution. Bochum 1914 bis 1920 (2018).
- Hundertsieben Sachen. Bochumer Geschichte in Objekten und Archivalien (2017).
- Hoffnung auf Zukunft. Flüchtlinge in Bochum (2016).
- mit Susanne Abeck: Zwischen Heimat und Front – Bochum im Ersten Weltkrieg (2014).
- mit Nina Hennig: 1961–1975: Angeworben – gekommen – geblieben. 14 Jahre Zuwanderung im Spiegel städtischer Kulturarbeit in Bochum (2011).
- mit Nina Hennig: Bochum – das fremde und das eigene (2010).
- mit Beate Olmer und Reinhild Stephan-Maaser: Sieben und neunzig Sachen. Sammeln bewahren, zeigen. Bochum 1910 bis 2007 (2007).